# Erdmännchen
Das Erdmännchen (Suricata suricatta), auch Surikate oder veraltet Scharrtier genannt, ist eine Säugetierart aus der Familie der Mangusten (Herpestidae). Mit durchschnittlich 700 bis 750 g ist es eine der kleinsten Mangustenarten, es hat ein hellgraues Fell mit unauffälligen Querstreifen. Erdmännchen leben in trockenen Regionen im südlichen Afrika. Sie leben meist in Gruppen von vier bis neun Tieren mit ausgeprägtem Sozialverhalten und ernähren sich vorwiegend von Insekten. Sie zählen nicht zu den bedrohten Arten.

## Merkmale

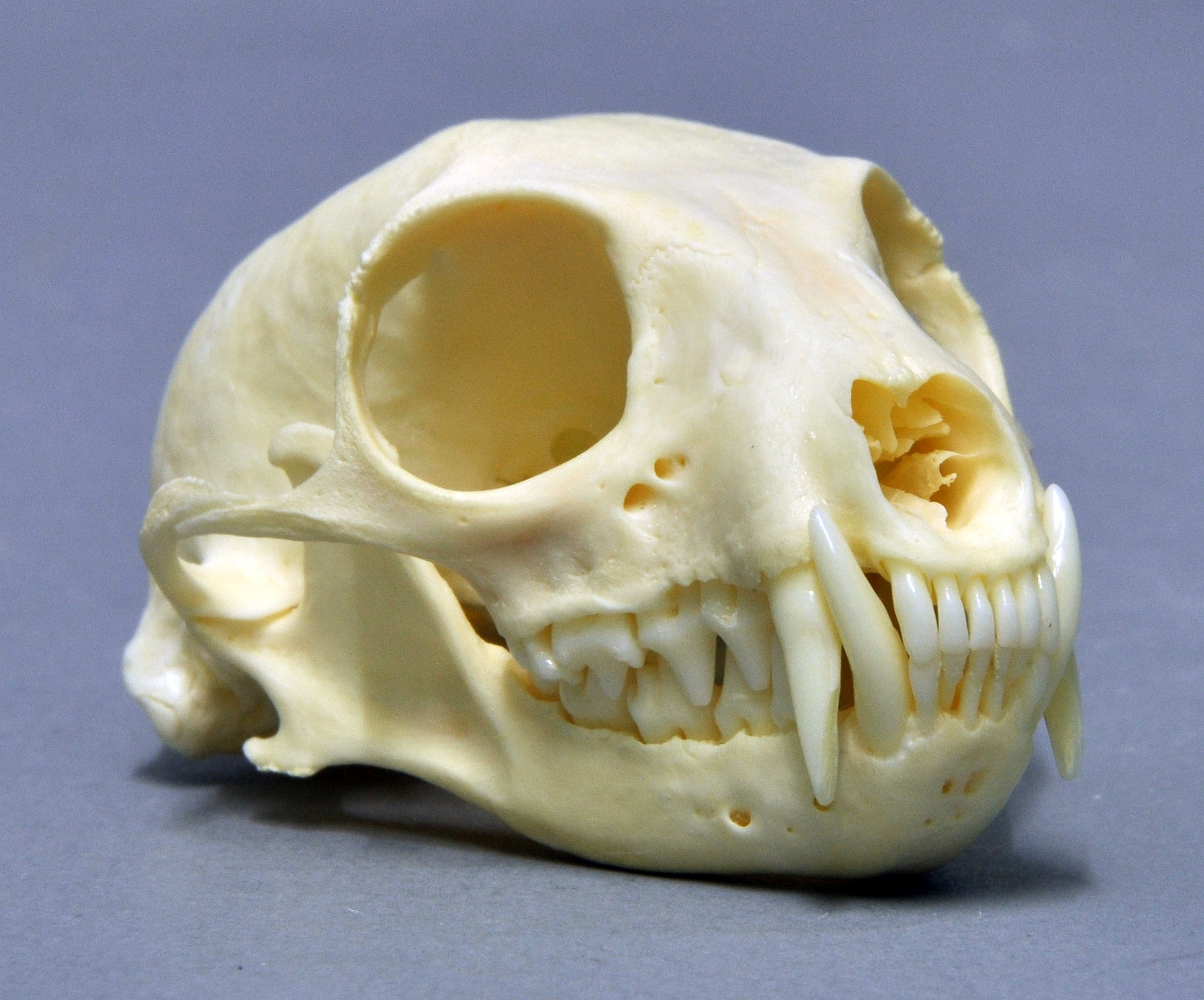
Schädel (Sammlung Museum Wiesbaden)

Erdmännchen sind nach den Zwergmangusten die kleinsten Mangusten. Sie erreichen eine Kopfrumpflänge von 24,5 bis 29 cm, der Schwanz misst 19 bis 24 cm. Sie wiegen zwischen 620 und 970 g, mit durchschnittlich 731 g sind Männchen geringfügig schwerer als Weibchen, die durchschnittlich 720 g erreichen. Ihr Körperbau ist schlank und langgestreckt, die Beine sind kurz. Die kräftigen Vorderbeine enden in vier Zehen, die mit scharfen und rund 15 mm langen Krallen versehen sind. Die Hinterpfoten tragen ebenfalls vier Zehen, die Krallen sind mit 8 mm aber deutlich kürzer.
Das Fell ist weich und eng am Körper anliegend, seine Färbung variiert von hellbraun bis graubraun, die nur spärlich behaarte Unterseite ist heller. Die Tiere im Süden des Verbreitungsgebietes sind generell dunkler als die Tiere im Norden. Am Rücken verlaufen dunkle, manchmal verwaschene Querstreifen. Die Augen sind von dunklen Flecken umgeben, auch die Ohren sind schwarz. Die Länge der Deckhaare an der Schulter beträgt rund 15 mm, am Rumpf werden sie etwa 30 bis 40 mm lang. Der schlanke Schwanz ist zugespitzt und nicht buschig, er ist gelblichbraun und endet in einer schwarzen Spitze.
Der Schädel ist hoch und rundlich, charakteristisch sind die großen Augenhöhlen, die mehr als 20 % der Schädellänge ausmachen. Die Schnauze ist relativ groß und zugespitzt. Die Ohren sind klein und halbmondförmig, sie können geschlossen werden, damit beim Graben kein Sand eindringen kann. Die Zahnformel lautet I 3/3 – C 1/1 - P 3/3 - M 2/2, insgesamt haben sie also 36 Zähne. Die äußeren oberen Schneidezähne sind größer als die übrigen Schneidezähne, die oberen Eckzähne sind gerade, die unteren gebogen. Die Backenzähne zeigen Anpassungen an die Insektennahrung: Die Molaren sind breit und haben spitze Höcker, die bei allen Landraubtieren vorhandene Brechschere ist nur schwach ausgeprägt.

## Lebensraum

Verbreitungsgebiet

Erdmännchen leben im südlichen Afrika. Vorkommen sind aus der Republik Südafrika, dem westlichen und südlichen Namibia, dem südwestlichen Botswana und einem kleinen Teil des südwestlichen Angola bekannt. Besiedelt werden eventuell auch die tieferen Lagen von Lesotho.
Sie leben in trockenen, offenen Landschaften mit kurzem Grasland und spärlichem Gehölzwuchs. Ihr bevorzugter Lebensraum ist die Savanne, aber sie leben auch in Halbwüsten.

## Lebensweise

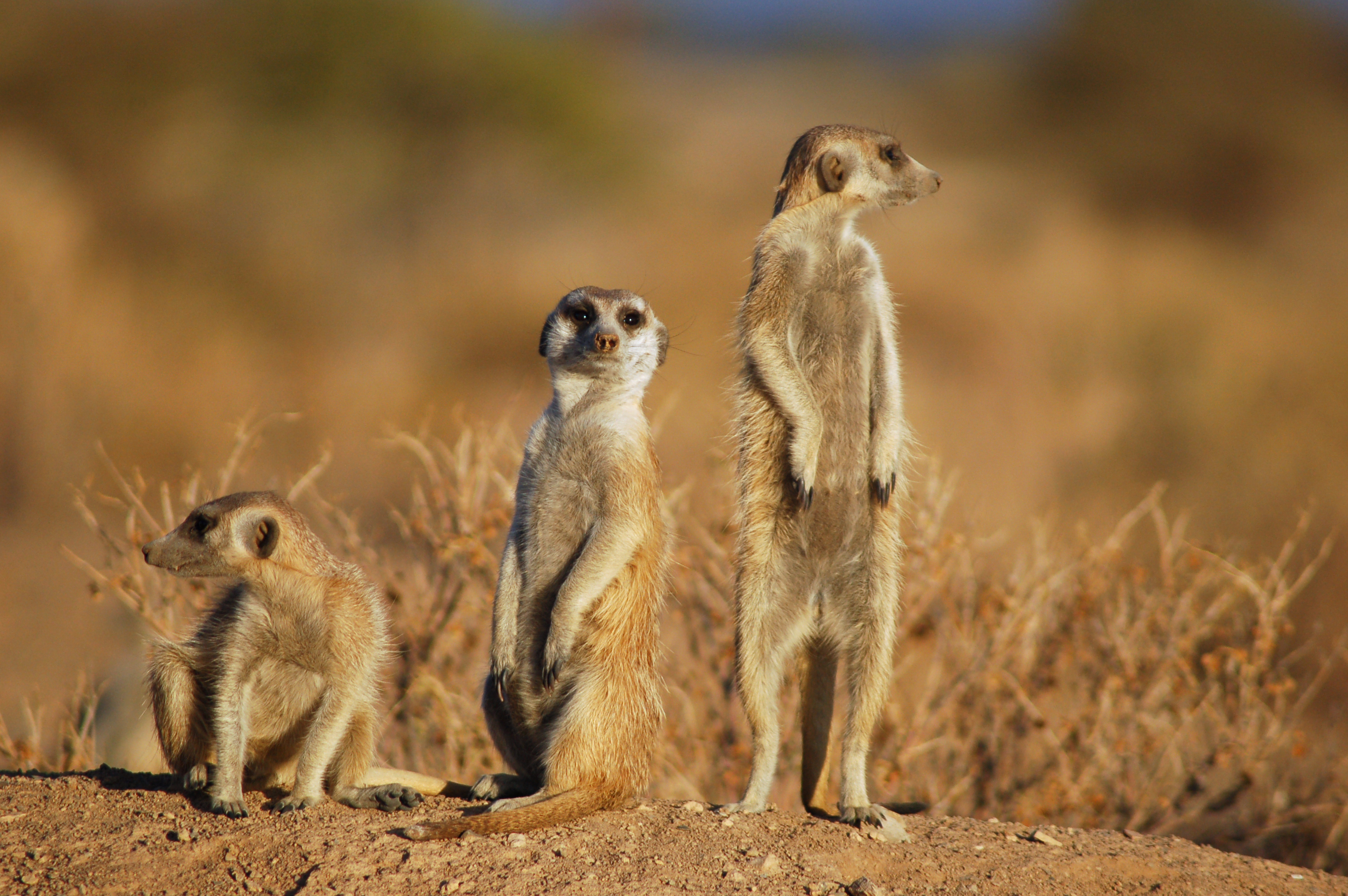
Erdmännchen in der westlichen Kalahari nahe Keetmanshoop

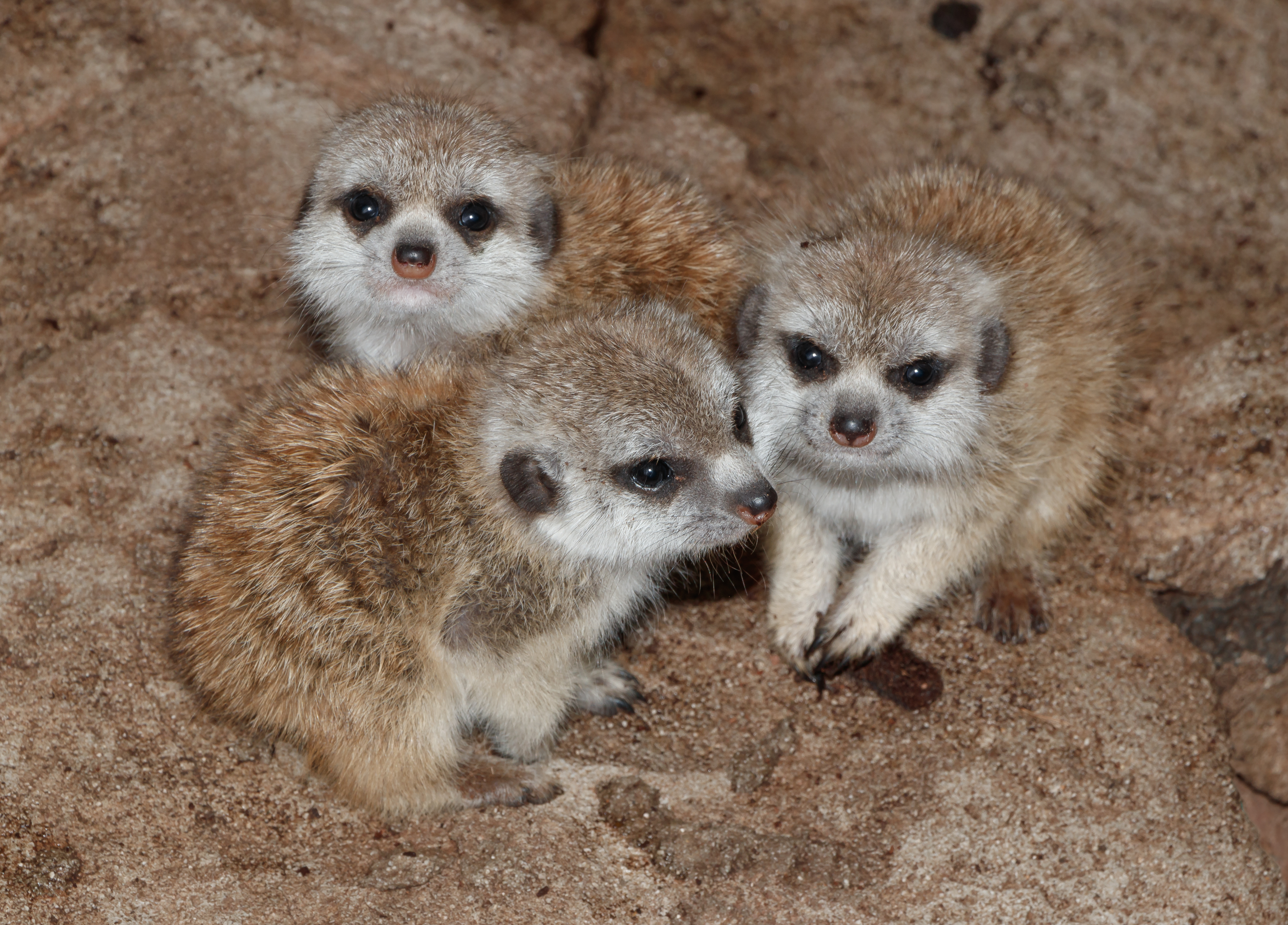
Jünglinge

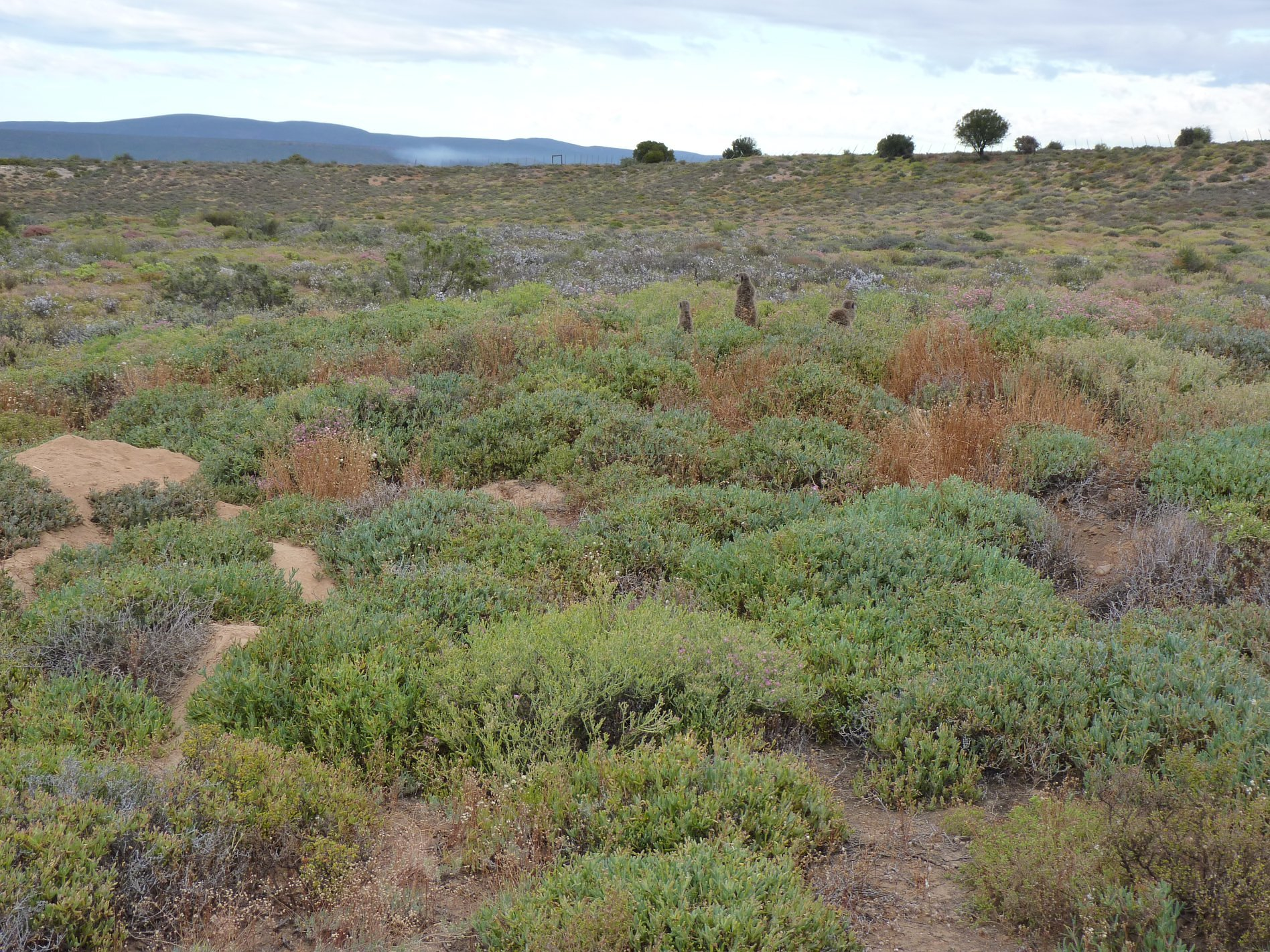
Lebensraum in der Karoo-Halbwüste, drei Erdmännchen halten Wache

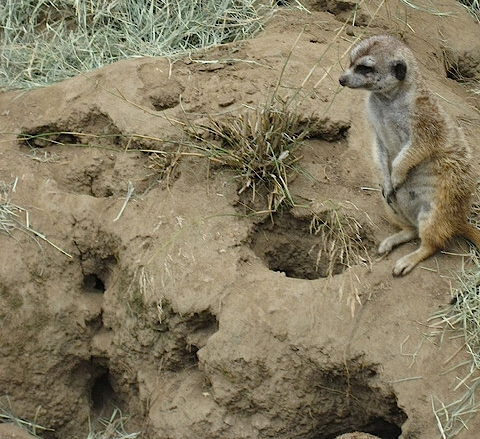
Erdmännchen inmitten von Öffnungen von Gängen zu den von ihnen gegrabenen Erdbauen (hier im San Diego Zoo in Kalifornien, USA)

Als gesellige Tiere leben Erdmännchen meist in Kolonien mit 4 bis 30 Individuen. In seltenen Fällen können die Kolonien besonders groß oder klein sein und aus bis zu 45 Tieren oder auch nur aus 2 oder 3 Tieren bestehen. Angeführt werden die Kolonien von einem dominanten Weibchen, es handelt sich also um ein Matriarchat. Üblicherweise reproduziert nur das dominante Weibchen mit zwei bis drei Würfen pro Jahr, während die subdominanten Weibchen in die sterile Helferinnen-Rolle gedrängt werden. Allerdings klappt die reproduktive Unterdrückung nicht immer perfekt, so dass auch diese Weibchen hin und wieder werfen. Zwischen dominanten und subdominanten Weibchen entsteht dann starke reproduktive Konkurrenz und man versucht, in den ersten 24 Stunden nach der Geburt gegenseitig die neugeborenen Jungtiere umzubringen. Das dominante Weibchen ist in diesem Wettbewerb allerdings einen Schritt voraus, denn aufgrund seiner sozialen Vormachtstellung ist es in der Lage, potenzielle Kindstöterinnen für die riskante Zeit um die Geburt herum aus der Gruppe zu vertreiben. Haben die Jungtiere die ersten Tage überlebt, so sind die ausgegrenzten Weibchen als Helferinnen in der Gruppe wieder willkommen.
Gemeinsam unterhält eine Kolonie einen Bau. Obwohl sie selbst graben können, ersparen sie sich lieber diese Arbeit und nehmen die Bauten von Erdhörnchen in Besitz, die sie dann nur noch zu erweitern brauchen. Im Zuge der Arbeitsteilung hocken mehrere Mitglieder der Gruppe vor den Eingängen, nur auf den Hinterbeinen sitzend, und halten Ausschau nach Feinden. Die Aufgabe des Wachehaltens wechselt unter den Tieren während des Tages mehrmals, um eine Erschöpfung der Wachtiere zu vermeiden. Als Alarmzeichen wird ein charakteristisches Bellen von sich gegeben. Die Art, Dauer, Frequenz und Lautstärke der Alarmrufe variieren je nach Gefahr. Für terrestrische Raubtiere, Raubvögel und andere Gefahren aus der Luft sowie Schlangen gibt es verschiedene Warnrufe. Auch die Intensität hängt davon ab, wie unmittelbar die Gefahr ist. Werden nur Haare, Urin oder Kot von Raubtieren wahrgenommen, dienen die Alarmrufe primär dazu, die übrigen Koloniemitglieder vorzuwarnen. Bei angreifenden Raubtieren in nächster Nähe kann ein Alarmruf dafür sorgen, dass alle Tiere sofort Zuflucht im Bau suchen. Zur Abwehr von Schlangen, die in den Bau folgen könnten, wird ein Ruf zur Rekrutierung eingesetzt, auf den die gesamte Kolonie reagiert, in dem sie die Schlange durch Attacken zur Flucht zwingt. Dieses komplexe System aus unterschiedlichen Warnrufen hilft den Erdmännchen dabei, adäquat auf verschiedene Arten von Gefahr zu reagieren und ist somit überlebenswichtig.
Während einige Gruppenmitglieder Wache halten, suchen andere nach Nahrung. Diese besteht zu fast 90 % aus Insekten und zu kleineren Anteilen aus Vögeln, Eidechsen, Skorpionen und Eiern. Erdmännchen sind tagaktiv; bei Nacht, aber auch an regnerischen Tagen und bei besonders extremer Mittagshitze verbergen sie sich in ihrem Bau.
Ein Wurf umfasst etwa zwei bis vier Junge. Die Tragezeit beträgt im Schnitt 77 Tage. Bei der Geburt sind Augen und Ohren der Jungen geschlossen. Sie öffnen sich erst nach zwei Wochen. Die ersten zwei Monate werden die Jungtiere gesäugt. Erdmännchen sind nach etwa einem Jahr geschlechtsreif. Pro Jahr können Erdmännchen bis zu dreimal Junge großziehen. Dies ist möglich, da sich alle Mitglieder der Kolonie gegenseitig bei der Aufzucht unterstützen. Erdmännchen werden etwa sechs Jahre alt.
Das Beutemachen, also das Fangen und Töten, wird den Jungen schrittweise beigebracht. So legen die Erwachsenen etwa den Jungen bei den Jagdausflügen erst einen toten Skorpion vor. Dann legen sie einen lebenden Skorpion vor, dem sie aber den Giftstachel ausgerissen haben. Erst wenn die Jungen älter werden und die Erwachsenen längere Zeit beobachten konnten, wird zunehmend noch lebende und kampffähige Beute vorgelegt. Orientierung dafür bietet der Bettelruf der Jungen, der sich mit dem Alter verändert.

## Erdmännchen und Menschen
Den Namen hat das Erdmännchen, da es nach Menschenart oft auf zwei Beinen steht, um die Umgebung zu beobachten. Im Englischen heißen sie nach ihrem Afrikaans-Namen „Meerkat“, was jedoch nichts mit der Primatengattung Meerkatze zu tun hat. In der Republik Südafrika sind Erdmännchen nicht immer gern gesehen. Mit ihrer Bautätigkeit zerstören sie manchmal Farmland. Außerdem können sie die Tollwut übertragen, und in mehreren Fällen wurden Menschen von tollwütigen Erdmännchen gebissen und infiziert.
In der BBC-TV-Dokumentation Die letzten Drachen wird berichtet, wie abgerichtete Erdmännchen zum Aufspüren von Schlangen in städtischen Wohnungen eingesetzt werden. Um eine Familie von Erdmännchen dreht sich der Kinofilm Wächter der Wüste von James Honeyborne aus dem Jahre 2008. Dieser Film vermischt Dokumentarisches mit einer erzählten Handlung und wird so zum „Abenteuerfilm für Kinder.“
Im Disney-Film Der König der Löwen ist eine der Hauptfiguren ein Erdmännchen namens Timon. Die Figur taucht auch in der Fernsehserie Abenteuer mit Timon und Pumbaa auf.
In den von Moritz Matthies (Pseudonym) im S. Fischer Verlag bzw. dtv erschienenen Romanen Ausgefressen, Voll Speed, Dumm Gelaufen, Dickes Fell, Letzte Runde, Der Wald ruft und Da ist was im Busch betätigen sich Erdmännchen eines Berliner Zoos als Detektive in Mordfällen.
Die von Martin Reinl und Carsten Morar-Haffke gespielten Figuren der Erdmännchen-Brüder Jan & Henry sind seit 2013 wöchentlich in der Kindersendung Unser Sandmännchen und seit 2015 in der Reihe Ein Fall für die Erdmännchen zu sehen.
Das Logo des Webvideoproduzenten Thomas Panke, besser bekannt als „Held der Steine“, besteht aus einem Erdmännchen, das einen Superhelden-Umhang trägt.
Manchmal werden Erdmännchen mit den in Nordamerika lebenden Präriehunden verwechselt. Diese sind allerdings Nagetiere und mit den Erdmännchen nicht näher verwandt.
Die natürliche Lebenserwartung bei Erdmännchen in freier Wildbahn liegt bei 12 bis 14 Jahren. Ein weibliches Erdmännchen in der Zoom Erlebniswelt Gelsenkirchen erreichte 2025 als „vermutlich das älteste Erdmännchen in einem Zoo weltweit“ ein Alter von 17,5 Jahren.

## Gefährdung
Trotz gelegentlicher Verfolgung ist das Erdmännchen nicht bedroht. Dementsprechend wird es von der Weltnaturschutzunion IUCN als nicht gefährdet („Least Concern“) eingestuft.